# Teodora di Arta
Teodora di Arta (in greco Θεοδώρα Πετραλίφαινα?, in latino Theodora Petraliphaina; Servia, 1210 – 1280 o 1281) fu despota di Epiro ed è venerata santa dalla Chiesa ortodossa.

## Biografia

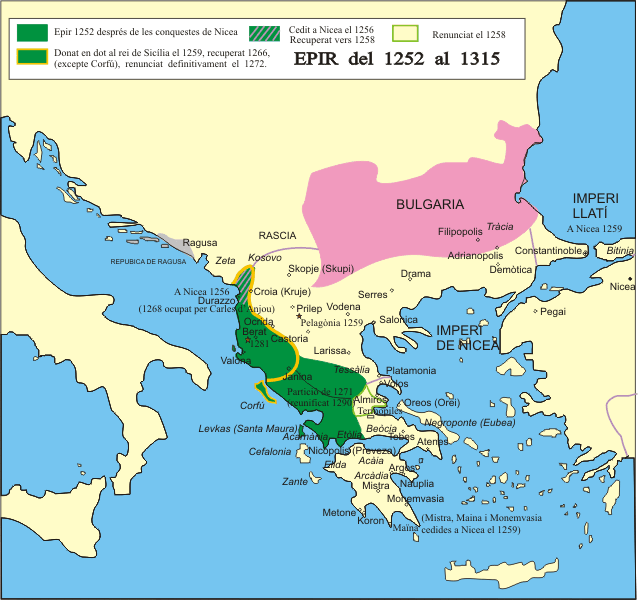
Il despotato d'Epiro al tempo di Teodora

Suo padre era Giovanni Petralife, comandante di Tessaglia e Macedonia, mentre la madre, Elena, proveniva da una famiglia aristocratica di Costantinopoli.
Nata nel 1210 a Servia nel Kozani (Macedonia), subito dopo la morte del padre fu presa sotto la protezione del despota di Epiro Teodoro I, rimanendo sotto la sua custodia al 1224 fino al 1230. Nel 1230, subito dopo la sua sconfitta da parte dei Bulgari, Teodoro lasciò il trono al nipote Michele II, figlio di Michele I, il fondatore del depostato d'Epiro, che divenne suo sposo. Teodora tuttavia era molto religiosa, mentre Michele era attirato dai piaceri carnali. Secondo la sua biografia, scritta da un monaco nel XVII secolo, il marito prese come amante una donna della famiglia dei Gangrenoi, appartenente alla buona società di Arta, e la condusse a palazzo, facendola sedere sul trono. Ebbero due figli e Teodora si ritirò sulle montagne di Tzoumerka insieme al figlio Niceforo, dove per quasi cinque anni sopravvisse cibandosi solo di cavoli, senza mai perdere la fede in Dio. Infine, un prete di Prenista la prese con sé e le offrì un rifugio.
La popolazione di Arta, indignata per la vita viziosa del despota Michele, chiese il suo ritorno a palazzo come legittima regina e il despota fu costretto a riprendere la moglie a palazzo, mentre l'amante fu costretta a lasciare la corte. Teodora continuò la sua attività di benefattrice ed ebbe altri quattro figli: Giovanni, Demetrio, Elena ed Anna. Michele, in segno di pentimento fondò il monastero di Panagia Kato, di proprietà di Teodora, il monastero di Panagia Vlahernon nel villaggio di Tzoumerka e il monastero di Aghios Georgios.
Dopo la morte di Michele nel 1270 si ritirò nel monastero di Aghios Georgios, dove trascorse gli ultimi dieci anni della sua vita fino alla sua morte nel 1280 o 1281.

### Famiglia
Dal matrimonio con Michele II ebbe sei figli:
- Niceforo I (1240 - 1297), che successe al padre come despota d'Epiro;
- Figlia, il cui fato è sconosciuto;
- Giovanni (morto nel 1280);
- Demetrio (morto del 1304), in seguito ribattezzato Michele;
- Elena (1242 - 1271), che sposò il re Manfredi di Sicilia;
- Anna (morta nel 1286), che sposò Guglielmo II di Villehardouin, principe di Acaia, e poi Niccolò II di Saint-Omer, signore di Tebe.

## Culto
Teodora fu proclamata santa dalla popolazione di Arta, per la sua devozione a Dio e la sua attività filantropica. Fu sepolta nel monastero di Aghios Georgios, che poi fu a lei dedicato.
La memoria di Teodora è ricordata ogni anno l'11 marzo e i suoi resti sono tuttora conservati in una teca d'argento sul lato destro del santuario. La sua immagine è raffigurata in un'icona del monastero di Kato Panagia.